# Cynthia Fuchs Epstein
Cynthia Fuchs Epstein es una socióloga estadounidense y profesora emérita distinguida de sociología en el CUNY Graduate Center de la Universidad de la Ciudad de Nueva York. Fuchs Epstein fue presidenta de la American Sociological Association en 2006.

## Trayectoria
En la Universidad de Columbia, Fuchs Epstein estudió la transformación del modelo de familia estadounidense después de recibir una subvención de 1.000 dólares del Instituto de Seguros de Vida. Su estudio mostró que las mujeres comenzaban a ingresar a la fuerza laboral en tasas más altas que antes, pero aún no había muchos trabajos considerados apropiados para las mujeres. Esto excluyó a las mujeres de profesiones prestigiosas y evitó la movilidad ascendente. La disertación de Fuchs Epstein analizó los diversos factores que podían afectar a si las mujeres eran excluidas, o no incluidas, en el ámbito profesional, centrándose en las abogadas como un caso diferencial. Decidió estudiar una muestra de mujeres abogadas que encontraron una forma de evitar la discriminación de género prevalente.
En 1966, se unió a otras mujeres que ocupaban cargos académicos u otros profesionales para formar la Organización Nacional de Mujeres en la ciudad de Nueva York. También participó activamente en grupos de mujeres profesionales como la organización Sociologist for Women in Society (SWS) y el Caucus Profesional de Mujeres. Fuchs Epstein participó en varias audiencias sobre discriminación de género como académica y activista, testificando en la Comisión de Igualdad de Oportunidades de Empleo (EEOC) donde habló sobre el Título VII de la Ley de Derechos Civiles de 1964 y las barreras que las mujeres enfrentaban en el mundo profesional en ese momento. Fuchs Epstein fue consultora de la Casa Blanca bajo dos administraciones, una de las cuales fue la del presidente Gerald Ford, de la American Telephone and Telegraph Company (AT&T) y General Motors. También sirvió en la Academia Nacional de Ciencias (Estados Unidos) en el Comité de Empleo de la Mujer. Realizó una investigación que se centró en la segregación basada en género y raza en la empresa American Telephone and Telegraph (AT&T). Además, ejerció como testigo experta en el caso Citadel, donde argumentó que las mujeres en esta escuela militar deberían ser incluidas.
El primer libro de Fuchs Epstein se publicó en 1971 y se tituló Women's Place: Option and Limits on Professional Careers. En él se centró en el avance profesional de las mujeres enmarcado en las "oportunidades que se les ofrecían, los límites organizacionales impuestos a sus ambiciones y el reconocimiento y la recompensa de sus logros". Específicamente, incorporó el género en una discusión sobre las estructuras sociales y el estado. Su trabajo "hizo una conexión crucial entre la sociología tradicional y el campo emergente de los estudios de la mujer". Su segundo libro fue publicado en 1981 y se tituló Women in Law. En este trabajo, proporcionó evidencia empírica que iluminó cómo estos procesos afectaron las carreras de las abogadas.
Para su primer estudio después de completar su educación de posgrado, estudió específicamente mujeres profesionales negras a las que entrevistó sobre los diversos factores que les permitieron alcanzar sus posiciones a pesar de la discriminación que enfrentaban por su género y color de piel. De este estudio salió un artículo titulado "Efectos positivos de los negativos múltiples: explicando el éxito de las mujeres negras profesionales", que el American Journal of Sociology publicó en 1973 y explicaba que los empleadores estaban dispuestos a contratar a mujeres afroamericanas porque podían no tener que contratar tanto a una mujer como a una persona afroamericana. Fuchs Epstein descubrió que la idea detrás de contratar a estas mujeres era esencialmente matar dos pájaros de un tiro para satisfacer de la manera más artificial posible la demanda de oportunidades para mujeres y afroamericanos.
El interés de Fuchs Epstein en la vida profesional de las mujeres la llevó a "explorar la dinámica de los estereotipos en todas las esferas de la sociedad" enfocándose en cómo se construyen socialmente los límites. De esto surgió el libro Distinciones engañosas, que se publicó en 1988. En la década de 1990, la Asociación del Colegio de Abogados de la Ciudad de Nueva York Comité de la Condición Jurídica y Social de la Mujer de Nueva York invitó a Fuchs Epstein a investigar por qué las carreras profesionales de las mujeres a menudo terminaban a mitad de camino. Realizó un estudio sobre la movilidad profesional de las mujeres en varios bufetes de abogados corporativos. De esta investigación surgió el concepto del "techo de cristal", que consiste esencialmente en que las mujeres nunca alcanzan el estatus más alto en sus carreras. En 1993, Women in Law fue reeditada con una nueva sección que discutía el efecto del techo de cristal en la profesión legal.
Fuchs Epstein fue invitada a reunirse con Hirsh Cohen, vicepresidente de la Fundación Alfred P. Sloan, en 1994. Ella realizó una investigación que descubrió que un porcentaje muy pequeño de abogados (menos del tres por ciento) eligió trabajar a tiempo parcial porque esto hizo que otros los percibieran como menos comprometidos con su vida profesional y finalmente resultó en que no se les dio un trabajo muy significativo. Esta investigación documentó su próximo libro, titulado La paradoja a tiempo parcial: normas de tiempo, vida profesional, familia y género, publicado en 1999.
En un artículo titulado "Cruces fronterizos: las restricciones de las normas de tiempo en las transgresiones de género y roles profesionales", publicado en 2004, examina cómo las normas de tiempo evitan hacer algo profesionalmente que va en contra de las expectativas de las mujeres, creando prioridades en ciertas categorías de personas. Analiza las formas en que las ideologías del tiempo, como la idea de que las profesiones son instituciones codiciosas, así como las ideologías de género y como el concepto de que las mujeres deben cuidar a la familia, restringen el cambio social.
Fuchs Epstein es profesora distinguida emérita de sociología en el CUNY Graduate Center la ciudad de Nueva York y lo ha sido desde 1990. Es expresidenta de la American Sociological Association. Ha sido profesora visitante o académica en la Fundación Russel Sage, el Centro de Estudios Avanzados de Stanford en Ciencias del Comportamiento y las Escuelas de Derecho de la Universidad Stanford y la Universidad de Columbia, entre muchos otros lugares. Fue presidenta de las Secciones de Ocupaciones y Organizaciones, Cultura y Secciones de Sexo y Género de la American Sociological Association (ASA) y presidenta de la Sociedad de Sociología del Este. También recibió una beca Guggenheim.

## Reconocimientos
Entre los muchos premios profesionales que ha recibido se encuentran el Premio al Mérito de ESS, el Premio ASA Jessie Bernard y el primer premio de la Sección de Sexo y Género por su distinguida contribución a la beca de género.
En 1981, Fuchs Epstein recibió el Premio al Mérito de la American Bar Association for Women in Law, así como el Premio del Libro SCRIBE.

## Publicaciones seleccionadas
- Distinciones engañosas: sexo, género y orden social . New Haven: Yale University Press, 1990. ISBN 978-0-300-04694-6